# Ерма (Нью-Джерсі)
Ерма (англ. Erma) — переписна місцевість (CDP) в США, в окрузі Кейп-Мей штату Нью-Джерсі. Населення — 2031 особа (2020).

## Географія
Ерма розташована за координатами 38°59′49″ пн. ш. 74°53′28″ зх. д. / 38.99694° пн. ш. 74.89111° зх. д. (38.996931, -74.891122).  За даними Бюро перепису населення США в 2010 році переписна місцевість мала площу 8,70 км², з яких 8,44 км² — суходіл та 0,26 км² — водойми.

## Демографія
Згідно з переписом 2010 року, у переписній місцевості мешкали 2134 особи в 821 домогосподарстві у складі 596 родин. Густота населення становила 245 осіб/км².  Було 920 помешкань (106/км²).
Расовий склад населення:
| - 95,7 % — білих - 1,1 % — чорних або афроамериканців - 0,9 % — азіатів - 0,2 % — корінних американців - 0,1 % — вихідців з тихоокеанських островів |

До двох чи більше рас належало 1,1 %. Частка іспаномовних становила 2,6 % від усіх жителів.
За віковим діапазоном населення розподілялося таким чином: 21,2 % — особи молодші 18 років, 64,0 % — особи у віці 18—64 років, 14,8 % — особи у віці 65 років та старші. Медіана віку мешканця становила 44,4 року. На 100 осіб жіночої статі у переписній місцевості припадало 96,7 чоловіків;  на 100 жінок у віці від 18 років та старших — 94,3 чоловіків також старших 18 років.
Середній дохід на одне домашнє господарство  становив 85 216 доларів США (медіана — 76 622), а середній дохід на одну сім'ю — 96 738 доларів (медіана — 82 625). За межею бідності перебувало 7,8 % осіб, у тому числі 6,3 % дітей у віці до 18 років та 9,2 % осіб у віці 65 років та старших.
Цивільне працевлаштоване населення становило 1103 особи. Основні галузі зайнятості: мистецтво, розваги та відпочинок — 24,0 %, освіта, охорона здоров'я та соціальна допомога — 22,4 %, роздрібна торгівля — 18,0 %, будівництво — 13,7 %.